# The Principle of Doubt
The Principle of Doubt è il terzo album in studio del gruppo musicale technical thrash metal tedesco Mekong Delta, pubblicato dall'etichetta discografica AAARRG Music nel 1989.

## Tracce
Testi di Jake Jenkins, musiche di Björn Eklund (Ralph Hubert) eccetto dove indicato.
1. A Question of Trust (Cyberpunk 1) – 3:27
2. The Principle of Doubt (Chapter 3 Taken from the 'Chronicle of Doubt') – 4:48
3. Once I Believed (Chapter 1 Taken from the 'Chronicle of Doubt') – 4:30
4. Ever Since Time Began – 4:25
5. Interludium (Begging for Mercy) – 4:28
6. Twilight Zone ('Lord Fouls Hort', Chapter 8 Taken from the 'Chronicle of Doubt') – 3:29
7. Shades of Doom (Cyberpunk 2) – 4:05
8. The Jeste – 5:52
9. El Colibr – 1:16
10. No Friend of Mine – 3:47

## Formazione
- Keil (Wolfgang Borgmann) – voce,
- Mark Kaye (Uwe Baltrusch) – chitarra, voce
- Rolf Stein (Frank Fricke) – chitarra
- Björn Eklund (Ralph Hubert) – basso
- Gordon Perkins (Jörg Michael) – batteria

### Altri musicisti
- Stu Phillips – orchestrazioni e composizione

### Produzione
- Ralph Hubert – produzione
- Jörg Stegert – ingegneria del suono